# Karleby, Falköpings kommun
Karleby är kyrkbyn i Karleby socken i Falköpings kommun belägen öster om Falköping. Från 2015 avgränsar SCB här en småort.
Karleby kyrka ligger här. I och runt Karleby finns en stor mängd gravar och boplatser från bondestenålder. Norr om Karleby kyrka strax väster om genomfartsvägen ligger tre gånggrifter och mitt i samhället på vägens östra sida ligger rester av bosättningar från bondestenåldern.

## Externa länkar

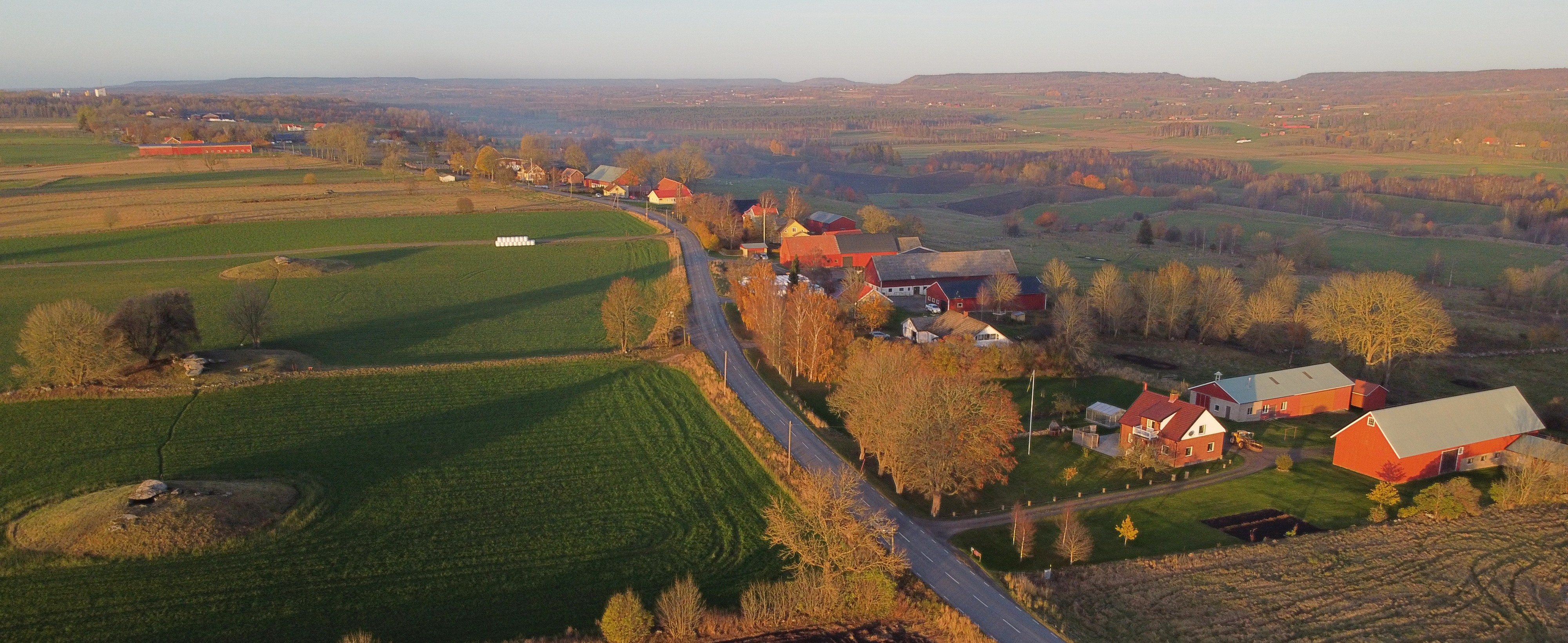
Karleby och gånggrifterna Klövagårdens gånggrift, Ragvalds grav och Logårds kulle. Längst bort i bild syns Varvsberget och Gerumsberget.